# Mistrzostwa Europy w Piłce Ręcznej Kobiet 2014 (składy)
Artykuł grupuje składy żeńskich reprezentacji narodowych w piłce ręcznej, które wystąpią podczas Mistrzostw Europy w Piłce Ręcznej Kobiet 2014 rozegranych w Chorwacji i na Węgrzech od 7 do 21 grudnia 2014 roku.

## Informacje ogólne
Szerokie składy liczące maksymalnie dwadzieścia osiem zawodniczek zgodnie z zasadami ustalonymi przez EHF były zgłaszane do 7 listopada 2014 roku. Na dzień przed rozpoczęciem zawodów reprezentacje ogłoszą oficjalne szesnastoosobowe składy, z którego w trakcie turnieju mogą wymienić maksymalnie trzy zawodniczki.